# Aníbal Troilo
Aníbal Troilo (11 juillet 1914 – 18 mai 1975), surnommé Pichuco ou El Gordo, est  un bandonéoniste, compositeur et chef d'orchestre de tango argentin.
Anibal Troilo est né le 11 juillet 1914 à Palermo (Buenos Aires). À 17 ans, Troilo joue avec l'orchestre de Juan Maglio « Pacho », puis il rencontre Ciriaco Ortiz (qui influencera énormément son jeu de bandonéoniste) et Julio de Caro. Plus tard il jouera avec Juan d'Arienzo, Angel d'Agostino, Luis Petrucelli, Orquesta Típica Victor et Cuarteto del 900. Le 1er juillet 1937 il dirige son premier orchestre au cabaret le Marabu.
Le répertoire d'Anibal Troilo est composé de 250 pièces musicales différentes et il en a composé environ 60. Pour accompagner sa musique, il fit appel aux paroliers les plus connus de son époque. Pichuco (surnom d’Anibal Troilo) considérait que la qualité littéraire des textes était très importante. Il estimait aussi les instruments de musique avec le même égard.
Associé à de grands chanteurs (Alberto Marino, Francisco Fiorentino, Floreal Ruiz, Edmundo Rivero) et à des solistes prestigieux : Orlando Goñi, José Basso, et Astor Piazzolla, c'est dans le tango que Troilo fut reconnu. Entre juin 1955 et septembre 1956 il produira  avec des guitaristes comme Roberto Grela, Edmundo Zaldívar et Enrique Kicho Díaz, 12 pièces mémorables.

## Troilo en tant que compositeur

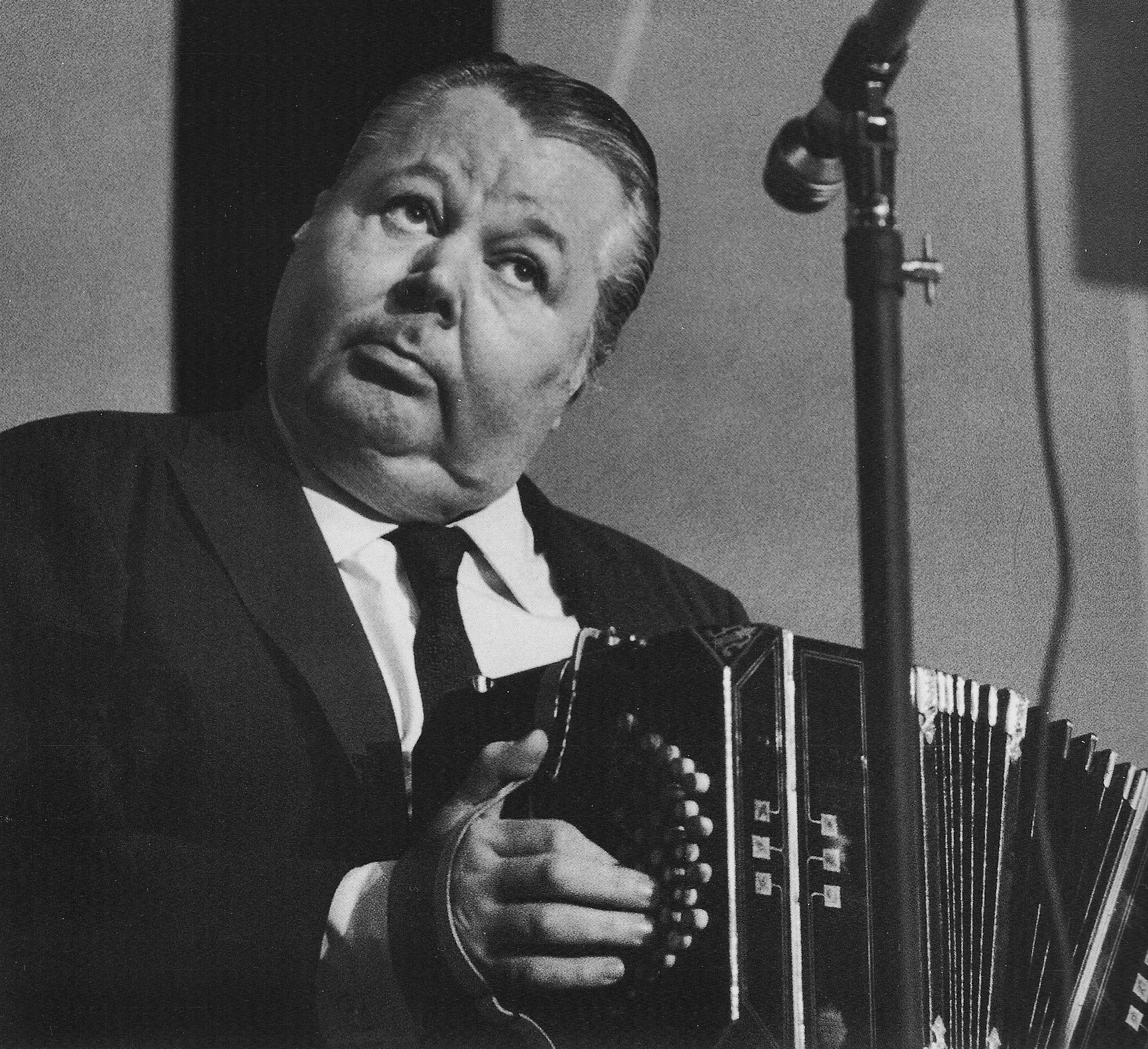
Aníbal Troilo en 1971.

Tout au long de sa carrière, Troilo a composé un grand nombre de bonnes compositions, instrumentales ou chantées, qui ont été largement interprétées et reprises. Ses compositions se caractérisent par une relative simplicité harmonique et de très belles mélodies, simples mais pas évidentes.
Parmi les instrumentales, la milonga "La trampera" et les tangos "Milonguero triste", "Responso" et "Contrabajeando" (ce dernier en collaboration avec Piazzolla) se distinguent. Parmi les chansons, citons "Barrio de tango", "Che bandoneón", "Sur" et la valse "Romance de barrio", toutes avec des paroles de Homero Manzi ; "Desencuentro", "La última curda", "María" et "El último farol", avec Cátulo Castillo ; Garúa et Pa' que bailen los muchachos, sur des poèmes de Enrique Cadícamo ; Toda mi vida et Mi tango triste sur des paroles de José María Contursi ; et Coplas, sur un poème de Alberto Martínez.

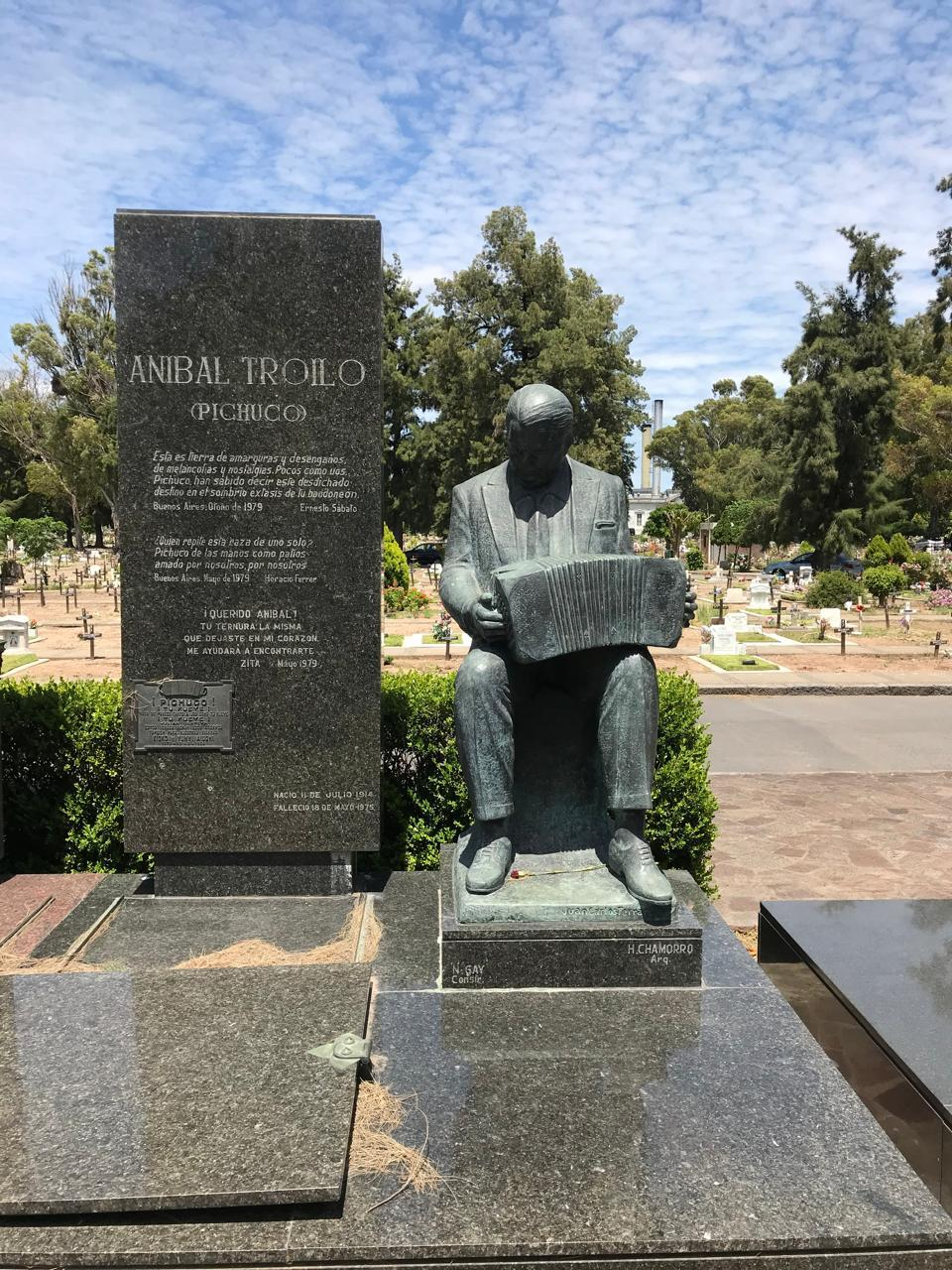
Tombe et monument d'Anibal Troilo au Cimetière de la Chacarita, Buenos-Aires, Argentine